# 特捜ロボ ジャンパーソン
『特捜ロボ ジャンパーソン』（とくそうロボ ジャンパーソン）は、1993年1月31日から1994年1月23日までテレビ朝日系列で、毎週日曜8時00分 - 8時30分（JST）に全50話が放映された、東映制作の特撮テレビドラマ。

## 概要
「メタルヒーローシリーズ」の第12作目。本作品の主人公であるジャンパーソン（JP）は人間が変身しない純然なロボットであり、当時の日本の特撮ヒーローものとしては非常に珍しいものとなった。JPは第16話まで背景や出自が明らかでなく、記者や刑事が疑似的な主役としてストーリーを回しており、それがシリーズ前半の山場を形成した。シリーズ構成兼メインライターの宮下隼一は、JPに自身の素性を語らせられないため外部の視点から描かなければならないのが難しく、素性を明かす際にも設定についてスポンサーらとも大揉めになったと証言している。
同時に前2作での玩具展開の不振を受け、圧倒的に強いロボットヒーローが打ち出され、その裏打ちとして「勧善懲悪」「ゆるぎない正義」が明確に表現されることとなった。また、ヒーローとして初めて紫をボディーカラーに採用した。
本作品では、互いに敵対する3つの敵組織が登場し、JPはこれらの組織と戦うことになる。複数の敵組織が同時進行で活動すること自体も異例で、宮下は、当初はJP側を描けないため、敵側の描写を厚くするためだったことを証言している。加えて物語の舞台は、人間とロボットの共存が実現する反面、科学技術を悪用した兵器や犯罪が横行する近未来社会と設定されており、一種の無国籍感をかもし出すものとなっている。もっとも、これらの挑戦的な要素や路線が全て受け入れられたわけではなく、結果的には中盤よりレギュラーを一新し、ガンギブソン（GG）の登場による「コンビヒーローもの」化など、幾つかの路線変更や新要素の導入も図られている。

## ストーリー
近未来、ロボット工学を始めとする科学技術が飛躍的に発達した日本。だがその影では科学を悪用し、世界を我が物にしようとする悪の組織が蠢いていた。人間と人型ロボットをすり替え、人々が知らぬ間に日本を支配しようと企むロボットマフィア・ギルドは組織を脱走した男を追い、戦闘ロボットを送り込み町を火の海にする。人々が絶望しかけたその時、正体不明の紫色の人型ロボットが現れた。彼は名乗る。
「Janperson, Fight For Justice!」
謎のロボットヒーロー・ジャンパーソンはギルドのロボット部隊に完勝。首領のベン藤波も倒し、ギルドを壊滅させた。だが悪の組織は尽きない。天才的黒幕・帯刀龍三郎が率いる帯刀コンツェルン、ギルドの後継組織ネオギルド、狂科学者の集団スーパーサイエンス・ネットワーク。世界の平和を乱す巨大な3つの悪にジャンパーソンは挑む!

## 登場人物、ロボット

### ジャンパーソン
本作品の主人公で紫色のロボットヒーロー。元からその姿をしており、人間態は存在しない。タイトルなどで「JP」と略して表記されることもある。
強固なボディ、数々の戦闘装備を持つロボット然とした面と優しさ、温かさに溢れ、人（以外に対しても）の痛みや悲しみを理解し、受け止めることが出来る面を併せ持つ。人間の命と愛は勿論、自身の正義に絶対的な信念を持っており、そのために自らの命を投げ出す覚悟や国家権力を敵に回す覚悟を見せたこともある。しかし、その根底にはプロトタイプ・MX-A1の行きすぎた勧善懲悪AIが抑制されつつも残っている。最終的には自ら善悪の判断回路を切り、MX-A1に戻った上でビルゴルディ抹殺へと向かうが、戦いの中で再び心を取り戻す。
初期にはその名（janper＋person）の通り、黒い革のジャンパー（と革のズボン）を着用することもあり、それらを戦闘時に脱ぎ捨て、フェイスガードをセットしてバトルモードに入る。第8話では、形状記憶細胞を浴びせられてマシンガンジョーこと鬼武錠の姿になってしまい、アクションモードが起動できなくなってしまったことがある。
一人称は「俺」で、たまに「私」になる時もある。当初は感情に乏しく、口数が少なかった。言葉遣いも敬語を使うことは無く、名前も呼び捨てで呼んでおり、作中の人物からその態度を非難されたことがある。しかし徐々に感情が入るようになり、終盤では相手に対して敬語を使って話す場合もあった。中盤以降は使用時に装備名を呼称するようになった。
敵に対してはロボットは容赦なく破壊（殺害）する一方、人間は手加減して助命することが多いが、例外もある。サイボーグのベン藤波は殺害、UFOに搭乗していたドクター洞田はUFOごと撃墜した。一方で犯罪ロボットでも記憶を失うなどして悪の意志を失った場合（U2やR3号など）や、基本的に善良な場合（シープやエンジェルなど）は攻撃を行わなかったり、助命したこともある。バイオモンスターに関しては、アイスマンは直接手を下さず、人間モドキに関しては一時は倒そうとするが結局は倒すのをやめ、逆に超獣神は元となった綾小路麗子の生い立ちの背景から倒すのを躊躇ったものの、攻撃を行い致命傷を負わせるに至っている。第46話ではジョージ真壁を殺害しようとするガンギブソンを、「人間だから」ではなく「組織が壊滅した以上倒す必要がないから」という理由で制止している。最終話ではビルゴルディを『抹殺する』ため（そうでなければ勝てないと判断した）、かおるに頼み善悪の判断回路を切ってもらい、MX-A1に戻り戦いに臨んだ。だが激闘の末、ジャンパーソンとしての心を取り戻す。
決め台詞は「Janperson, For Justice!」。
- 当初、村上克司が提示した検討用のデザイン画稿では、フェイスガードの額の部分にスリットを設けることで、その奥からマスクの点灯部分が素通しで見える形とされていた他、ゴーグルを目元だけでなく口元にも配置するという野心的な試みもなされていた[8]。

MX-A1
ジャンパーソンのかつての姿である戦闘ロボット。ボディカラーは緑。
警視庁がロボット犯罪の重武装化に対応するために開発。右目にはスコープ、背部にはバズーカ砲を装備。ジャンパーソンとほぼ同様の武器（ニーキックミサイルやブレイクナックルなど）は元より、肩に小型ミサイルやレーザー砲なども装備しており、ジャンパーソンと比べて、重装備な外観をしている。
その攻撃性の高さや常軌を逸した勧善懲悪のプログラミング行動により、初試験で暴走後、プロジェクトごと闇に葬られた。しかし、廃棄処分でスクラップとなったが、AIは壊れず、なお強い意思力で生きる意志を見せたことにより、かおるに改造されて、ジャンパーソンとして再起動する。
ジャンパーソンとは異なり、人には丁寧な言葉遣いで接するが、口調は堅く機械的で口調に反して、かなり乱暴。最終回でジャンパーソンが判断回路を切って、MX-A1に戻ったときは、機械的なしゃべり方をしながらも通常のジャンパーソンと同じ口調となっていた。

### ガンギブソン
第21話から登場する孤高のロボット。射撃の名手だが格闘戦もこなすことができ、ジャンパーソンと格闘した際もほぼ五分だった。「ベイビー!」が口癖。タイトルなどでは「GG」と略して表記されることもある。元々はネオギルドによって制作された暗殺ロボットで、当初敵としてジャンパーソンの前に立ち塞がるが、ジャンパーソンとの勝負にこだわってジョージに無断でジャンパーソンとの決闘を行おうとしたため、ジョージの怒りを買いジャンパーソンと相棒で恋人ロボットのキャロル共々始末されかけることになる。その騒動の中キャロルを失い、ジョージとネオギルドへの復讐を誓い離反。別行動の末にジャンパーソンと共闘するようになる。
ジャンパーソンに比べてくだけた物言いを好み、陽気で情に熱く、それでいて義理堅い性格。だが反面、物事を深く考えず軽率な行動をとるなどの甘い一面もある。特にロボットに対しては強く感情移入することが多く、人間の都合で使い捨てられるロボットについて憤ったこともある。
第38話ではネオギルドの圧倒的攻撃の前に機能停止に追い込まれたが、事前にロボット修理屋の主人に用意させていたスペア用の記憶チップで復活を果たす。その後もジャンパーソンの良き友、良き仲間として彼を支え続けた。第49話ではブラックキャロルの記憶回路をジャンパーソンに託し、ジャンパーソンをかばって飛び出し、ビルゴルディの魔王ビームの直撃を受けて炎の中へと消えたが、最終回でアールジーコと共に傷だらけながらも無事だったことが明らかになる。
第23話以降はオープニングにて、ジャンパーソンに続く2番手にクレジットされるようになった。
『重甲ビーファイター』の第52・53話にもジャンパーソンと共に登場する。
- デザインはプレックスの青木哲也の線画を基に大石一雄が最終スケッチとカラーリングを仕上げた[13]。大石は、当初からガンギブソンは敵から味方に転向するという設定だったと証言している[13]。

### 初期の主要人物
小森 好次郎（）
自分の姓を捩り、「桜田門のバットマン（の異名を取る優秀な刑事）」を自称する警部。28歳。第8話を最後に登場しなくなる。
ジャンパーソンの存在に否定的な見方をしており、逆の見方をする若林とはたびたび衝突を繰り返す。しかし第2話において「ジャンパーソンが正義のヒーローだってことだけは認めてくれるでしょ?」というアキの意見を否定はしておらず、それなりに彼を認めてはいる模様。
恰好つけたがりのドジであり、よくはずみでゴミバケツに頭を突っ込む。その無能ぶりから裏では「コウモリ警部」と揶揄されている。ただ、この呼び名は小森にとって禁句であり、これで呼ばれたり耳にした途端に激昂して手が付けられなくなる（これで呼んだ高井戸の胸倉を掴むなど）。

高井戸 志郎（）
小森警部の部下である若手刑事。24歳。第13話までの登場。

若林 アキ（）
テレビ局「JBC」の女性記者。22歳。第6話までの登場。
ジャンパーソンの存在には肯定的な見方をする一方で警察は無能扱いしており、そのことから小森とよく衝突する。アイスマンの工藤のことを思い、彼の最期に嘆き、涙を流したこともあった。

### 中期以降の主要人物
三枝 かおる（）
第17話から登場。若きロボット工学の天才で、元警視庁特殊装備開発班メンバー。
MX-A1開発プロジェクトに参加していたがプロジェクト凍結後、廃棄されたMX-A1の処遇に嘆き秘密裏に改修し、ジャンパーソンとして生まれ変わらせた。身勝手な組織に嫌気が差して警察を辞め、国連の仕事に就いていたが、ジャンパーソンの内なる声を調べるため帰国する。ジャンパーソンの秘密を握る存在として執拗に狙われることになり、強大な悪と戦うために自らの死をダミーロボットにより偽装、その後は日本に留まりジャンパーソンのサポートを行う。
強い正義感と科学者、メカニックとしての優れた見識、情報網からジャンパーソンを力強くサポートする指揮官の立場も兼ねるが、感情的かつ独善的に先走ってしまうケースも多々あり、それが次第にジャンパーソンに淡い思いを抱くようになる。

三枝 周平（）
第17話から登場。かおるの弟にして唯一の肉親である小学生。10歳。
元気の良い性格でやんちゃな面も見られる。かおると共にジャンパーソンの心の成長を促した。

アールジーコ
国連PKO監視のために設計され、ジャンパーソンのパートナーとして試作開発し、情報収集、分析、通信、偵察などを行う超高性能多目的ロボット。第31話より登場。
小型で空中浮遊（ホバリング移動）する。目はビームフラッシャーになっていて、敵に発見された際に眼潰し代わりに使用する。
知能レベルは、ジャンパーソンにほぼ近い。ビルゴルディに一度破壊された際、自分で修理と改造を行って最強武器ジックキャノンとなる。
声質・精神年齢が子供っぽく、ガンギブソンとは呼び方から口喧嘩が多いが仲はよい。
ジャンパーソンを「ジャンパーちゃん」（初回のみ）と呼んだ他、ガンギブソンを「ガンモドキ」、製作者であるかおるを「マミー」（母親の意味）と呼ぶ。

#### 主要人物の関係者
鳴海 圭一（）
第21・22・31話に登場。かおるの警視庁時代の先輩で、ロボット刑務所の主任研究員として勤務していたが、その裏に隠されたネオギルドの陰謀に気付きジャンパーソンたちに協力する。38歳。
刑務所の崩壊後はその再建のために動いていたが、協力を求めて再会した時実が帯刀と協力し凍結していたMX-A1の第2次プロジェクトを行おうとしていたことを知り、協力を迫られるが拒否。ジャンパーソンたちの救援も間に合わず、ビルゴルディに殺害された。

時実 小五郎（）
第31・32話に登場。かおるの警視庁時代の上司で、MX-A1プロジェクトの中心に立っていた科学者。45歳。
第1次プロジェクト（後のジャンパーソン）が頓挫した後、「人間を素体に新たな戦士を作り出す」第2次プロジェクトを考案していたが、人道的見地から却下された上、交通事故で妻子を亡くしたことから学会を去り、悪魔に魂を売って帯刀をビルゴルディに改造する。
自らのプライベートラボに潜入したジャンパーソンとガンギブソンを、特殊な装置で自らが想像した物を実体化させる空間に閉じ込め、ビルゴルディと共に彼らを苦しめるものの、僅かに残っていた良心と家族への愛情をかおるの手で明かされたことで改心。ビルゴルディを道連れに自決を図るが、敵わず殺害される。

橘 純子（）
第47話・第49話・第50話に登場。かおるの友人でもある心理学者。
正体を隠した帯刀の支援の下、ハイパーサブリミナルを研究していたが、それが世界支配とバイオボーグ軍団の結成に繋がることに気づく。事故を装い、意識不明の重体も偽装し、かおるに助けを求める。直後、マヤとシンディに捕まり、自動車ごと爆死させられたと思われたが、死んだのはかおるが用意したダミーロボットであり、本人は海外に脱出する。

春子（）
第28話・42話・48話に登場。周平のクラスメートの少女。両親との3人家族（劇中未登場）であり、実家は中華料理店。
周平と共にSS-Nの空間ワープ事件に巻き込まれたり、ネオギルドの手で殺人犯の濡れ衣を着せられたガンギブソンを庇う周平と仲違いしたりしたが、ガンギブソンの濡れ衣が晴れた後は周平と和解し、ガンギブソンにも花を贈っている。
かおるが失踪して落ち込んでいる周平を元気付けるもハイパーサブリミナルで操られ、同様に操られた子供たちと共にJP基地を襲撃・壊滅させてしまう。他の子供たちが完全壊滅する前に正気に戻ったのに対し、ハルコだけは「周平をかおるのところに連れて行く」という暗示もかけられていたために正気に戻らずにいたが、周平をかおるの許に連れて行ったことで正気に戻る。

### その他
細川 浩司（）・細川 正志（）
第29話・第30話に登場。カーマンが成り代わっていた細川博士の息子。軍服にベレー帽という服装。父をネオギルドに殺されたことで、ネオギルドのみならずロボット全体を憎んでいる。
父が対ネオギルド用に開発したロボット無差別破壊兵器ジーザスエンドを完成させることで、ジャンパーソンたちを含めた地上のロボットごとネオギルドの壊滅を企む。さらに「人間が立ち上がれないのはジャンパーソンに頼っているからだ」と主張し、それに賛同したジャンパーソンから支援を受けてジーザスエンド完成を急ぐが、自分の命を捨てても人間とロボットの共存を目指すジャンパーソンの姿に心を打たれ、結局ジーザスエンドを破壊する。

## 装備・戦力

### ジャンパーソンの戦力
JPカード
「Janperson（ジャンパーソン）」の名が刻まれた銀色のカード。主に威嚇などの用途で使用される。手裏剣的な使い方をされる他、強烈な閃光を発し敵の目を眩ますスタングレネード的な役割もある。電波を遮断する効果もある。
他に以下の4種類が存在し、状況や目的に応じて使い分けられる。
ウォーニングカード
「WARNING」と刻まれた黄色のカード。暴徒などに対し鎮圧を警告する際に使用される。
デストロイカード
「DESTROY」と刻まれた赤色のカード。改善の余地のないロボットに対し破壊を宣告する際に使用される。
ギルティカード
「GUILTY」と刻まれた青色のカード。殺人兵器や装置の排除を通告する際に使用される。
コンタクトカード
「CONTACT」と刻まれた紫色のカード。これを持つ者が危険に見舞われた際、ジャンパーソンへ自動的に救難信号を発する機能を持つ。助けた人々に手渡されるらしい。
中盤からはこれらのカードを収めるカードケースも登場し、実際にバンダイから「JPカードセット」として5種類のカードとカードケースが発売されたこともある。またビルゴルディも、自分の名が刻まれた「ビルゴルディカード」を持つ。

バックレットコントローラー
ジャンパーソンの左腕に装備されているガントレット型コントロールデバイス。キー操作により、壁や障害物越しに隠れた敵の探索、通信、各種メカの遠隔操縦などが可能。
ビルゴルディ装備のものはバックレットジャマーと呼ばれ、ジャンパーソンの武器やメカのハッキング操作が出来る他に、手甲部分からビームを発射出来る。これを受けて、後にかおるによってジャンパーソンのメカにハッキングの対策が施された。
ジャンデジック
レーザーを高速連射可能な専用拳銃で、MX-A1時代から装備されている。通常は右腿のホルスターに装備され、ジャンパーソンがエネルギーマガジンを装填してメーターが点灯したら発射できる。
弾丸の残量はメーターにセグメント数字で表示され、最大容量は999発で連射も可能。またバスターモードとサーチモードによって効果が変わり、人間相手の場合はショックパルスモードを使用する。サーチモードで相手の体力に合わせて、サーチレーザーを発射できる。
ジャンパーソン以外の人間も使用でき、第19話では関町刑事がジャンパーソンの胸に付けられた電送装置を撃ち落とすのに使用し、最終話ではかおるが自害に使用しようとするが未遂に終わる。後半にはバスターモードに変形したアールジーコがこの銃に合体することで、最強武器ジックキャノンとしての使用が可能となった。ビルゴルディも同型のゴールドデジックを装備している。
ジックキャノン
第34話で初登場した大型光弾を発射する手持ちの二連装砲。後半の必殺武器で、有効射程は100メートル。
ジャンデジックのパワーとアールジーコのエネルギーを融合させてできる高熱高圧のエネルギー弾を発射する。使用時にはアールジーコが「ジャンパーソン、合体だ!」の合図で変形して「セットレディ!」の掛け声でジャンデジックに合体、「ファイヤー!」の掛け声と共にジャンパーソンが「ジックキャノン!」と叫んで発射する。その際、発射前に装填されたフルチャージ状態のエネルギーマガジンのパワーを1回の発射で全て使い切り、発射後はメーターの残量がオール0表示となる。
『重甲ビーファイター』第53話では、スーパーブルービートのビートイングラムファイナルモード・スーパーファイナルブロー、ブルースワット・ハイパーショウのドラムガンファイヤーとともに破壊神ジャグールを倒す決定打の一つとなった。またその際には、アールジーコの合体前の登場・変形シーンと全ての掛け声が省略され、ジャンパーソンの「ジックキャノン!」発声のみで発射されている。

ワイヤーパンチ
右腕をワイヤー付きロケットパンチとして飛ばす。射出速度は秒速880メートル、パンチ力は10トン、ワイヤーの長さは20メートル。
攻撃のみならず、移動手段としても使用可能。これを取り外した空き部分に各種武器を装着する。

ニーキックミサイル
右大腿部に内蔵された大口径ミサイル。膝から秒速1,000メートルで発射し、ホーミング機能によって確実にショベルカーをも粉砕するほどの威力を発揮する。有効射程3キロメートル。

デュアルレーザー
左太ももに収納されている二連装のレーザー砲。有効射程50メートル、最高熱量4,000度。小型ながら、ギルブラッカーをまとめて倒すほどの威力を持つ。エネルギーを大量に消費するため、使用頻度は少ない。

ジャスティック
主に人間や人型ロボットに対して使用される特殊警棒。通常は縮められた状態で左上腕内部に納められており、スタンガンのように電流を流すことも可能。

ジャンバルカン
片手持ちのエネルギーバルカン砲で、ロボットを一撃で粉砕するほどの威力を有する。有効射程60メートル、毎秒95発。
ジックキャノン登場以前はジャンパーソンの使用する武器の中で最強の威力を持ち、ジャンバルカンとジャンデジックの同時発射を必殺技として多用していた。またビーファイターに協力した際にも使用され、数体の再生怪人を倒した。

アタッチメント
ブレイクナックル
ワイヤーパンチと交換することで右腕に装着されるロケットパンチ。秒速980メートルで射出され、50トンの破壊力を持つ。
初出は劇場版で、劇場版封切の約3ヵ月後にはテレビシリーズにて新兵器扱いとして登場している。ビルゴルディに発射した際には受け止められた上に逆に打ち返されたこともあった。
ジャンブレーダー
ワイヤーパンチを外して右腕に装着される剣型アタッチメント。特殊電磁エネルギーにより、厚さ30センチメートルの鋼鉄製の扉を切り裂く。対ロボット戦で多く使用される。最終話でMX-A1に戻ったジャンパーソンがビルゴルディの身体をこれで串刺しにするが直後に落雷を受け、その衝撃で折れてしまった。
アークファイヤー
ワイヤーパンチと交換することで右腕に装着される火炎放射器。40センチメートル四方の鉄塊を約4秒間で溶かすことができる。有効射程50メートル、最大広角直径1.5メートル。冷凍兵器を使う相手や熱に弱い相手などに対抗して使用する。
これらの装備のうち、体内への搭載型装備（ジャスティック・ニーキックミサイル・デュアルレーザー）はビルゴルディにも装備されている。また、ビルゴルディは胸や手甲から破壊光線を発射可能。

### ガンギブソンの戦力
ガンボルバー
ガンギブソンの標準装備として使われる2丁拳銃の1つ。6連リボルバー式で、撃った弾丸を銃に装備された十字キーで任意に動かすことができるホーミングブリットと呼ばれる機能を備える。
ガンギブソン自身の台詞でその威力を自画自賛しているが、劇中の描写では、ガンボルバーに撃たれても耐えることで、敵の強さを示す描写が多い。

ブローソン
ガンボルバーと同様に標準装備として使われる2丁拳銃の1つ。毎秒80発のビームブリットを発射する。有効射程は70メートル。
ガンボルバーとブローソンの同時発射は、ジャンバルカンとジャンデジックの同時発射と互角の威力を持つが劇中で使われた例はジャンパーソン以外ではビルゴルディなどの強敵相手の時のみとなっている。また、ガンボルバー、ブローソン共にガンギブソンのみが利用できるような仕組みはなく、敵に奪われて使用されることがしばしばある。

スピンドルキャノン
ジックキャノンの試作品でもある大型キャノン砲。最小限のエネルギーで最大効率の破壊力を持ち、なおかつ弾丸が着弾した箇所の周囲の破損状況を最小に食い止めることが可能なことに加え、1,000mの射程、ターゲット広角70cm、厚さ30cmの標的を射抜く性能も有する。弾丸は砲口から装填して発射する。全長1,500mm、総重量6,500g。
試作品のため威力はジックキャノンに劣るが、ガンギブソンが持つガンボルバーのホーミングブリットと併用することで射程を3,000mに伸ばし、ターゲット広角も50cmに縮めることも可能となり、使用する弾丸の数によって、その破壊力が倍加。ホーミングブリット6発全て使用するとジックキャノン以上の威力を発揮できるが、同時に暴発の危険を伴う。
第37話において、ジックキャノンすら通じないサイレントの攻撃でアールジーコが損傷し、ジックキャノンが使用不能になったことからジャンパーソンが持ち出して使用するが、もう1人の自分とも呼べるサイレントの魂を救うべく、ガンギブソンが使用して以降、彼の専用装備となる。
第47話では、ビルゴルディのブレイクナックルで奪われ、ビルゴルディの手で使用されるもののジャンパーソンのジックキャノンが競り勝った際に奪還している。

GGメダル
「GG」と刻まれたメダル。投げつけて敵の目をくらますことが可能。

### メカニック
ダークジェイカー
ジャンパーソンの常用する、黒と紫を基調としたスーパーカー。爆弾などいかなる攻撃にも耐える強度を持つ。車体の左半分にスカイジェイカーを含む換装ユニット（後述）を操縦席として搭載しており、分離することによって空いた左半分に格納されていた大型のキャノン砲ビッグキャノンを展開させ、ランドジェイカーとして機能する。
- ベースとなったのは1980年ごろのシボレー・コルベット（C3）。

スカイジェイカー
ダークジェイカーのコックピット部が分離したSVTOL攻撃機。下部からガトリングバルカン砲、両翼から空対空ホーミングミサイルを発射する。
両翼のミサイル発射口からはミサイルのほかにパラシュート付きカプセルをコックピット内から装填して発射することもあり、第1話ではワクチンとJPカードを封入したカプセルを発射して病院に送り届けている。

マリンジェイカー
ジェイガリバーと同時に導入されたスカイジェイカーの換装ユニットで、小型潜水艇としての機能を持つ。
実際に使用されたのは第41話のみだが、ジェイガリバー導入以降の翌話から36話まではオープニングに毎回登場していた。

ドリルジェイカー
ジェイガリバーと同時に導入されたスカイジェイカーの換装ユニットで、毎秒2万回転の前方のドリルによって地中を潜行することが可能。
マリンジェイカーと同様に、こちらもジェイガリバー導入以降の翌話から36話までオープニングに毎回登場していた。

ジェイガリバー
第26話より導入された輸送用超高速戦闘機。スカイジェイカーを始めとする換装ユニットを、展開させた後部ユニットに合体させ空輸する。
下部にダークジェイカーを合体させて空輸することも可能で、この形態はグランドジェイカーと呼ばれる。

ジャンパーソン基地
ジャンパーソンの秘密基地。海岸の洞穴に隠されており、各マシンの発進設備も配備されている。
第40話では、田崎に化けた真壁に侵入され、爆破されそうになった。
第48話において、かおるが帯刀たちを欺くべく、JP基地を壊滅させることにし、ハイパーサブリミナルで操ったハルコたちの手で壊滅。JP基地を失った後のジャンパーソンたちはガンギブソンのネオギルド時代のアジトに身を寄せるようになる。

GGスレイヤー
ガンギブソンが愛用するバイク。最高速度は時速400 km。
- ベースはスズキ・サベージ。

## 敵組織

### ギルド
人間への復讐を目的とし、サイボーグであるベン藤波に率いられるロボットマフィア。多くの市民ロボットを人間社会に潜ませていた。ギルドの市民ロボットは腕時計型識別機を使用することで判別することができる。第2話でジャンパーソンに壊滅させられる。
ベン藤波（）
ギルドのボスでサイボーグ。ジョージ真壁とは腹違いの兄弟（弟）である。
人間に激しいまでの憎悪を抱いているが、劇中終盤、その原因がジョージのそれと同じであることが明らかとされる。指揮棒を所持し、レーザー装置や腕から怪光線を放ち攻撃する。
最後はジャンデジックのサーチレーザーを受け倒され、ギルド本部も自爆して果てる。
- デザインは野崎明が担当。

暗殺ロボット
第1話に登場。ギルドの戦闘要員。裏切った蛭田を狙い街で暴れまわる。人間型で黒いプロテクターを着用。スキンヘッドと短髪、オールバックの3体がいる。
ネオギルドの戦闘ロボット・ギルブラッカーと同型。武器は斧やマシンガン、腕部に装着式の小型バズーカ、バズーカ、目にミサイル、腕にビームバルカン、口から火炎を噴いたり小さいミサイルなどの武器を使う。
頭部だけになっても噛みついたり、ビームを放ったりしてジャンパーソンに抵抗している。
ジャンデジックのサーチレーザーで一度倒され、スキンヘッドは頭部を投げた際、爆発し残りの2体の頭部はビッグキャノンとスカイジェイカーの攻撃で倒される。

戦闘ロボット
第2話に登場。ギルドの戦闘要員。アジトでベンを護衛している。
スカイジェイカーの攻撃を受けて倒される。

市民ロボット
ギルドのロボット。市民に偽装させたのと戦闘用の市民ロボットがいる。小森と高井戸、アキそっくりの市民ロボットも用いられた。
完全に人間と見分けがつかず、ギルドの構成員自身も、識別機が無い限り見分けることができない。当初は市民ロボットを破壊していたジャンパーソンが、無差別殺人を犯していると誤解されたほど。
市民ロボットはジャンデジックで倒され、他の市民ロボットたちはジャンパーソンがギルド本部を急襲した際、データが破損したため機能停止する。
- デザインは拔山敏弘が担当。

### ネオギルド
ギルド壊滅後にベン藤波の兄であるジョージ真壁が結成した組織で、ギルドと同じくロボットマフィア。部下のほとんどはロボットであり、ガンギブソンも元々はネオギルドのロボットであった。また、戦闘・潜入工作要員以外では人間の科学者も在籍している。劇場版も含めて、ジャンパーソンが戦った組織の中では登場回数が一番多い。
ジャンパーソンと逆に、人間の姿からロボットに変身する能力を持つロボットもいるが、変身能力の無いロボットもいる。最も多いのは人間型ロボットで、戦闘時にはプロテクターを着用する。ロボットの性能はギルド以上に強力で、ギルドには存在しなかった武官ロボットなどが登場している。ロボット刑務所に配下を送り込むことでロボット刑務所を事実上掌握し、他にも種々の施設を所有している。また、ネオギルド製のロボットで市民ロボットとして生活している者も少なからず存在する。
ネオギルドのロボットは部品が特殊であるため、代用部品では修理も困難であることが複数のエピソードを通じて描かれている。
ジョージ真壁（）
ネオギルドの首領でベン藤波の腹違いの兄。
光線銃を武器としており、バリアー装置付きのヘッドギアも着用。手の中で2個の金属球を転がす癖がある（金属球は実は手榴弾で、投げつけて攻撃に使うこともある）。
冷静沈着に振舞っているが情緒不安定で癇癪持ち。それゆえに部下に八つ当たりすることも少なくないが、精神論を強調するという意外な一面も見られる。弟と違い、肉体は人間のままであり、第27話では、影武者ロボットが登場。第40話では、自身と瓜二つの人材コンサルタント・田崎智と入れ替わり、ガンギブソンに取り入って、JP基地に潜入・爆破を試みた。
少年時代の真壁兄弟は、ロボット工学の権威である父親の真壁慎一郎と父が製作した執事ロボットのボニーと共にブラボータウンで生活。幸せな日々を過ごしていたが、街角でロボットが警官に追われている現場に出くわし、ボニーが止めに入る過程で思わず警官から銃を奪い取り、その銃を警官とベンに向けてしまい、ジョージの叫びでボニーは我に返り、銃を降ろしたが、警官に撃たれてしまう。その件の責任を問われた父親も心労で亡くなり、このことで兄弟は人間に憎しみを持つようになり、ロボットを差別する人間を殲滅し、ロボットが支配する世の中を目指すようになる。
植物学博士である神野博士の下で助手として働いていたこともあり、その研究の中で生命の木の存在を知り、それが生み出す無限の生命エネルギーを得ようとしたこともあった。
第46話でネオギルドの本拠地でもあるブラボータウンのロボットたちを操り、ロボットと人間の戦争を起こす最終作戦を決行し、肉体は生身のままの非力な自分がロボット世界の支配者にならんとする。ジャンパーソンとガンギブソンに阻まれて失敗し、復讐心を乗り越えたガンギブソンにヘアバンドのみを破壊された後、本拠地を自爆。幸せだったころの家族の写真を見つめ、ベンとボニーの名を呟きながら、本拠地と運命を共にする。
- デザインは野崎明が担当。デザイン画ではゴーグルを着用しており、細部も異なっていた。

キャロル
ガンギブソンのパートナーの女性型ロボット。ガンギブソンと同じ型のAIが用いられていることもあって、彼との絆は強い。銃使いのガンギブソンとは逆に剣を武器としている。
ガンギブソンの命令違反に怒ったジョージがロボット刑務所の自爆装置を作動させた際の衝撃でAIを破損。ガンギブソンとジャンパーソンと鳴海圭一の3人に看取られながら機能を停止し、剣は墓標とされた。第48〜49話では同型のブラックキャロルが登場。
- デザインは野崎明が担当。
- スーツは次作『ブルースワット』の第31話に登場したハルに改造された。

ギルブラッカー
黒色のプロテクターを装着する男性型武官ロボット。ギルドの暗殺・戦闘両ロボットと同一形式。

ギルゴードン
金色のプロテクターを装着する男性型武官ロボット。腕部と胸部のビーム砲、腰部のミサイル（テレビでは使用せず劇場版のみ）、背中のカノン砲（装備しないタイプもある）など、多数の武器を装着する。二体一組での戦法を得意とする。
『重甲ビーファイター』でジャマールの魔道士ジャグールの力で復活した時も二体一組で登場するが、一体は銀色になっており、内蔵されている武器もギルブラッカーと同じものに変わっている。

シルバレラ
剣を武器とする女性型武官ロボット。眼部にゴーグルを装着するタイプとしないタイプがある。ゴーグル装着タイプはゴーグルから光線を放ったり、口から冷凍ガスを噴射する。

近衛兵ロボット
いわゆる戦闘員に位置するロボット。ギルドの市民ロボットと外見が同じである。顔は金色の他に銀や黒、白、半分金・黒がいる。黒いジャンパーを着ている姿が多い。
第5・9話ではジョージの側で護衛している。第5話の近衛兵ロボットは装甲を纏った姿である。
劇場版においては多数登場。第16話では頓田博士の部下、第22話はギルブラッカー型の部下として登場。以降の回では、最終決戦を含めほとんど登場しなくなったが、ネオギルドの人間型ロボットを破壊した際に、近衛兵ロボットとしての正体を現した例はある。

オメガDX（）
第5話に登場。腕部にバズーカを装備。ジャンパーソンの行動パターンをインプットすることで、先読みして攻撃することが可能。
ジャンデジック・ワイヤーパンチ・ダークジェイカーの攻撃を完封するが、データに無かったアークファイヤー・ジャンブレーダーには対応しきれず撃破される。

ファルコン13（）/木滑 剛（）
第9話に登場。普段は人間（中年の男）の姿で、ネオギルド傘下病院の医師を装って目を付けた瀕死の患者をロボットスリーパーとすり替えていた。両手の鋭い爪とその上部に備え付けられた機銃を武器とする。
ロボットスリーパーの計画を遂行するためジャンパーソンの行動を妨害するが、ジャンデジックとジャンバルカンの同時発射で撃破される。

ロボット・スリーパー
第9話に登場。人間と同一の外見と記憶を持つロボット。自分をロボットと知らずに日常生活を送るが、ネオギルドが犯罪を行う際にはコントロールされる。

レンタルロボット シープ
第12話に登場。研究所や国会などに貸し出される優秀で善良なお手伝い用ロボットだが、行動が全てネオギルドにモニターされており、ロボット自身も知らないまま重要情報をネオギルドに送信していた（実際多くの重要機関に配属されていた）。策略の発覚に際し、カルーラ高島の遠隔操作により暴動を起こす。
カルーラが倒されたことで元に戻る。

カルーラ高島（）
第12話に登場。シープのレンタル会社を動かす男装の女性型ロボット。全シープの遠隔操作能力や自爆スイッチを持つ。作戦の失敗でジョージに見棄てられたことに激昂し、それを利用してシープを暴走させる。
最期は苦し紛れにシープの自爆装置を作動させるが、ケビン（シープA38号）に取り押さえられた隙を突かれ、ジャンブレーダーの斬撃で破壊される。

U2（）
第14話に登場。人間の姿をした破壊工作用ロボット。戦闘能力はない。ジャンパーソンとの戦闘による記憶回路の故障で善良なロボットになり、偶然知り合った少年と心を通わすようになる。

ドールマン
第14話に登場。普段は若い男の姿。鋭い爪以外にも、腕部にマシンガンやレーザーを内蔵しており、身体を完全破壊されても手だけでレーザーを発射して攻撃できる。

R3号（）
第16話に登場。ほぼ人間の恰好のロボットで、戦闘用の特殊能力・武器は備えていない。頓田博士の「ネオギルド精神注入棒」により精神力のみでジャンパーソンと戦うが、副作用で身体に衝撃を受けるたびに人格変化を起こすようになる。通称はサンちゃん。

頓田博士（）
第16話に登場。数少ない人間の構成員。ネオギルド精神注入棒を発明した老科学者。R3号の人格を弄んだこと（およびMX-A1時代のトラウマ）でジャンパーソンを激怒させ、殺されそうになるが直前に警察に逮捕され、命拾いする。

氷室（）
第21話・第22話に登場。戦闘ロボット。普段はロボット刑務所の所長として活動している。戦闘時にはギルゴードンと同一形式で銀色のプロテクターを着用、肌も銀色になる。口にミサイルを内蔵。

ジャイロ
第23話に登場。ロボット刑務所で更生したロボット。
出所後は、周平たちにバスケを教えているが、ネオギルドへの復讐のために更生ロボットを次々と襲って回るガンギブソンに襲われて負傷。かおるの手で修復されるが代用部品ゆえに以前のような動きはできず、麗々虫に寄生されるが、改心したガンギブソンの案で彼の部品をコピーし、それを用いたことでジャイロを初めとした更生ロボットたちは、完全復活を果たす。

真壁のダミーロボット
第27話に登場。ジョージ真壁の影武者を務めるロボット。
ネオギルドのロボットでは最強の戦闘能力を持ち、一対一ではガンギブソンを圧倒している。指からベンより強力なレーザーを発する。体も頑丈でガンボルバーで撃たれてもそのエネルギーを体外に流し破壊を免れ、ホーミングブリッドも効かなかった。ジャンパーソン・ガンギブソンの2人がかりの攻撃で右腕を破損して逃げ帰り、本物のジョージ真壁によって破壊される。

カーマン
第29話・第30話に登場。潜入工作ロボット。人工衛星を通じてロボットの命と言えるチップを破壊する装置・ジーザスエンドの開発者である細川博士にすり替わったロボット。戦闘時には腕のみが変化し、その手から光線を放つ。
ネオギルドが殺害した博士に代わってジーザスエンドの強奪を目論んでいたが、博士の息子に囚われていた。弟・正志を洗脳して脱出に成功し、正志を人質に取るもジャンパーソンとガンギブソンに奪い返され、ジーザスエンドが破壊された後にジャンバルカンで粉砕される。

トコ
第35話に登場。ロボット修理技師の、山上信一郎博士が助手として製作した女子高校生型ロボット。戦闘時にはシルバレラのプロテクターとバズーカを装備する。ネオギルドのあり方に疑問を抱き、山上博士とともに脱走を企てるが失敗。その山上博士を盾に脅迫され、ジャンパーソン・ガンギブソンと戦うことになる。

山上 信一郎（）
第35話に登場。数少ない人間の構成員で、ロボット修理技師。助手ロボットとしてトコちゃんを作成し、義理の娘とする。上位者に媚びる卑屈な性格で、ジョージ真壁からもその性格をあきれられているが、技師としての能力は高く買われており、脱走未遂を犯しても助命されるほど。ジャンパーソンによって、トコちゃんの自分への愛情の深さと、トコちゃんへの脅迫がそれを利用してのものだった事実を突きつけられ、恥じ入ることになり、ネオギルドから離反する道を選ぶ。

M3（）
第36話に登場。遊園地に遊びに来た子供からシャドウロボットを探そうとした。胸部ビーム砲をベータレーザーと称し、これを多用してジャンパーソン・ガンギブソンを苦しめていた。配下に2体のロボットがいる。

純（）
第38話に登場。少年型ロボット。身体に爆弾を内蔵している。ガンギブソンとジョージ真壁の決闘の伝令役となり、決闘時にガンギブソンへ自爆攻撃を仕掛ける。

暗殺ロボット
第38話に登場。ガンギブソンとの決闘にジョージに加勢した10体のロボット軍団。ギルゴードン、シルバレラ、ブランボット、スコルピオンと同型のロボットと名称の明らかでないロボットが混在する。
ガンギブソンとの戦闘により3体が撃破され、1体はジャンパーソンとガンギブソンの同時射撃で破壊される。ジャンパーソンにより5体が全滅させられた。1体は戦闘の様子は描かれていない。

サイボーグ隊
第41話に登場。ネオギルドの精鋭部隊。部隊長はキル。敵対者の共倒れを狙う帯刀の計略に乗せられた挙句、マヤとシンディに倒される。

マチェック
第42話に登場。ガンギブソンとは顔見知り。一般人を次々と狙撃してガンギブソンにその罪を被せる。
日本の警察にガンギブソンを逮捕させ、ロボット刑務所という「国家権力の壁」の中でガンギブソンに攻撃を加えるも、強行突破してきたジャンパーソンの加勢により形勢が逆転。スピンドルキャノンを受けて破壊される。

ロイド
第45話・第46話に登場。人間とロボットが共存する街・ブラボータウンの教師ロボットだったが、その能力に目を付けた真壁に洗脳用の人工知能を取り付けられ、ロボットの人間への反乱の扇動に利用されていた。かつての教え子である祐二の再三の呼びかけの結果洗脳用の人工知能が停止しかつての自我を取り戻す。

スコルピオン
劇場版に登場する戦闘ロボットで、ネオギルド暗殺ロボ軍団の団長。腕部の発射式のスパイクと腹部のバズーカが武器。ギルゴードンとの協力攻撃でジャンパーソンを追い詰めるが、ジャンバルカンで撃破される。

ブランボット
劇場版に登場する男性型ロボット。禿頭と珍妙なメイクが特徴で、頭部のみを分離させて攻撃を行う。

### スーパー・サイエンス・ネットワーク
通称、SS-N。綾小路麗子が率いる過激派科学研究団体で、普通のロボットを越えるジャンパーソンを生け捕り（捕獲）にすることと地球環境のため科学による世界制覇を目的にしている。作戦的には改造人間、もしくは人工生物などを多く使う。アジトの類には麗子の写真が掲げてある。
構成員である科学者たちはカリスマ指導者である麗子を「麗子様」と呼んで心酔しており、その命令がどんなものであっても（「死ね」と言われても）従う。作戦行動や研究内容など手段自体は極めて先鋭化しているが、目的はあくまでも「地球環境の再建」という確固たる信条に基づいたものであり、終盤ではジャンパーソンを「善」と「悪」という概念の狭間で激しく苦悩させる。
初期においては登場頻度は多かったが、次第に少なくなった。退場も最も早く、第4クールでは最終決戦の登場のみとなった。
綾小路 麗子（）
SS-Nの首領で、博士号を持つ科学者。
初登場時は眼鏡をかけ、白いドレスを身に纏っていたが、その後は顔を白塗りにし真っ赤な衣装を着用する。外出する際には、化粧を落とし灰色の服に着替える。
部下からは「麗子様」と崇拝され、自らも彼らの命を投げ出す忠誠心に感激したり、動揺するなど部下思いな一面を持つが、ジャンパーソンに敗北した場合はどれだけ忠誠心厚い部下であろうと容赦なく切り捨てる非情な一面も持ち合わせている。
両親も優秀な科学者であり、ヒメハル草が咲けないほどに環境汚染が進んだ地球が復活することを信じて、実験用宇宙ステーションに移住。そこで生まれた麗子は両親から「地球は美しい星」と言われて育ち、地球に対する憧れを募らせていたが軍事衛星の衝突事故でステーションは崩壊。両親を一度に亡くし、自身は唯一無事だった脱出ポッドに乗せられて、地球に帰還。父親の同僚である倉橋に育てられながら、両親の形見であるヒメハル草の種を植えて育てることを夢見るが、地球環境の劣悪さに絶望し、「人間は地球環境の敵」という急進的な思考に走り、SS-Nを結成する。
最終作戦において、自らを超獣神に改造し、全人類肥料化を企んだが、ジャンパーソンチームの前に敗北。元の姿に戻った後、両親との思い出の8ミリフィルムを観ながら、地球への思いを募らせて息絶え、亡骸は光の粒子と化して消滅。形見のヒメハル草の種はジャンパーソンが引き継いだ。
超獣神（）
麗子が自らの身体を改造して誕生した最強最後のバイオモンスター。これまでSS-Nが製作したバイオモンスター全ての研究データを生かして製作された。
口から、人間を肥料にする溶解液を吐き出す。これと平行して製作した大型のワープ装置を使って、1人で全世界の人類を肥料にすることが可能となる。
ジャンパーソンのジックキャノンで致命傷を負った後、麗子の姿に戻って息絶える。
『重甲ビーファイター』特別編では直接登場しないものの、破壊神ジャグールに取り込まれた悪の一部として彼女の顔面が出現している。

冷凍男（） / 工藤 助三（）
第6話に登場。SS-N第1の刺客で、冷凍ガスを吐く能力を持つ。本来は触れたものを凍らせる能力であったが、ドクター椎名による強化改造で変化した。
元は冷凍倉庫に閉じ込められた作業員であり、脱出するまでの長期間零下の世界にいたために肉体が変異した。そのため、通常の気温下ではその肉体を維持できない。
決して悪意のある人間ではなく、マスコミに変異した肉体を「化け物」扱いされたことへの怒りを利用されて強化改造された悲劇の存在。改造後はジャンパーソンのスキャンにより「バイオモンスター」と分析されている。
強化された冷凍能力でジャンパーソンと交戦。交戦中に偶発的に起きた爆発で高熱に晒され、ジャンパーソンに看取られながら水となって消滅。残されたヘッドギアはジャンパーソンのジャンデジックで破壊される。

ドクター椎名（）
第6話に登場。工藤をアイスマンに改造した科学者。35歳。自身の体内に爆弾を埋め込み、そのための起爆装置を麗子に贈るほど、麗子への忠誠心は高い。
麗子の命により、ジャンパーソンを生け捕りにすべく、アイスマンをジャンパーソンと交戦させるが失敗。死刑の代わりに暗い地の底に落とされる。

西園寺博士（）
第8話に登場。最初に付着した人間の形を認識し、それを浴びせた相手をその姿に変える形状記憶細胞を開発したバイオ科学者。「麗子様のNO.1お気に入り」を自称するも、実際の麗子からの信頼度は極めて低い。
凶悪強盗犯・マシンガンジョーの形状を取った細胞をジャンパーソンに浴びせ、ジョーに仕立てた彼を警察に追わせるが、本物のジョーが改心したことで計画が頓挫。
最後は事故で自らが形状記憶細胞を浴びてジョーの姿になった末、警察に逮捕される。留置場には既に逮捕されていた本物のジョーがおり、どちらが本物かで新しい混乱を招く。

大黒（）/泉谷 大吉（）・恵比寿（）/泉谷 中吉（）
第10話に登場。人々に催眠術をかける打ち出の小槌型の超音波発生装置を用いて強盗を行っていた工作員。名前の通り、大黒天と恵比寿の服装をしている。小槌の他に米俵や鯛の形をした爆弾を武器に使う。
催眠術をかけられた人間は幸せな夢を見るようになり、自力では目覚められずいずれ衰弱死する。対処には打ち出の小槌が必要。
ジャンパーソンにも催眠術をかけて眠らせ、解体するところを中継して麗子に見せようとした。催眠術をかけられたジャンパーソンは「戦いを終え、子供たちに感謝される」という夢を見ていたが、すぐにそれが夢だと気づき「夢は所詮、夢」と振り切って自力で目を覚ます。
目を覚ましたジャンパーソンによって警察に引き渡され、麗子にカメラ越しに助けを乞うもカメラが爆発、見捨てられる。打ち出の小槌は病院に運ばれ、眠っていた人々は夢から覚める。

大崎（）
第13話に登場。SS-N工作員の隊長。外見は迷彩服を着用する普通の人間だが、銃弾が全く通用しない。作中では正体について言及が無く、ただの人間ではないことだけが語られている。
暴走した鉄鋼兵のビームを浴び、部下共々消滅する。

鉄鋼兵（）
第13話に登場。富嶽山系から発掘された超古代文明のロボット。外見はジャンパーソンに似ている。額から強力な光線を放つ。
大崎がコントロール装置を手に入れるも暴走する。鉄鋼兵が登場した際、まだジャンパーソンの正体が明らかになっていなかったことからジャンパーソンも鉄鋼兵ではないかと思われていた。

パンサーレディ/石黒 小夜子（）
第19話に登場。電送スーツによりダイヤを盗み、またジャンパーソンの身体に侵入して苦しめた女科学者。この電送スーツは受信機を外されると現実世界に出てしまう。

ドクター甲賀（）/青木 マサオ（）
第20話に登場。忍者部隊を率いる隊長にして、学会を追放された遺伝子科学者。
猿飛佐助の子孫を探しており、その子孫である小野信男を復活光線で忍者に変えている間に信男の忍者細胞を手に入れようとするが、ジャンパーソンに阻まれて、敗北・逮捕される。

麗々虫（）
第23話に登場。虫型のバイオ生命体。見た目は小さな芋虫だが、コンピューターに取り付いて、文字通り食い荒らし、操る能力を持つ。エサはAIチップ。複数おり、各個体同士は精神感応で感覚を共有している。高熱に弱い。
2匹が前線に赴き、1匹はジャンパーソンとガンギブソンに交互に取り付いて戦わせ、もう1匹はジャイロに寄生した後、ジャイロを修理するために運び込まれたJP基地で、その姿を現す。JP基地で暴れているほうが高熱に弱いことが判明したことから、ジャンパーソンはアークファイヤーでガンギブソンに取り付いているほうの麗々虫を追い払い、ガンボルバーでトドメを刺される。さらに倒された麗々虫の苦しみと悲しみが他の麗々虫にもテレパシーで伝わり、それに耐えられなかったことから、全ての麗々虫が消滅する。

人間モドキ
第24話に登場。ドクター三山の手で製作されたバイオモンスター。外見ばかりでなく、精密検査上も全く人間と違いがなく、ジャンパーソンのスキャンでも人間としか判別できないほど。人工タンパク質でできており、完全に粉々にしなければ何度でも復活する不死身の身体を持つ。ふてぶてしい性格であり、麗子のことも「お嬢」と呼ぶが、麗子からは度胸を気に入られる。
孤独な名無しの女性を飛び降り自殺から救い、彼女との交流から、自身の存在に悩み、「人間なら人間、怪物なら怪物の姿にしてくれ」と自らの姿を改造するように三山に懇願するが、「人間の形をした化け物」に意味があるという答えを返される。名無しの女性の言葉に心動かされたジャンパーソンとかおるの連携により、ジャンバルカンで消滅したように見せかけてかおるの手で助け出され、自分を求めた女性と共にどこかへと旅立つ。

ドクター三山（）
第24話に登場。人間モドキを制作した科学者。3年前、妻子に逃げられている。
反旗を翻したモドキを捕らえるがジャンパーソンにモドキを倒されたことで麗子の怒りを買い、命乞いも空しく、暗い地の底に落とされる。

軽部博士（）
第28話に登場。「SS-N一の天才、オカルト科学の権威」を自称する科学者。空間ワープシステムの研究をしていた阿久津博士を幽霊として蘇らせその研究成果を奪う、という幽霊作戦を実行するも家族を捜し求める阿久津博士に逃げられ、その後自ら死んで幽霊となり空間ワープシステムを奪おうとするも家族をこの世に戻そうとする阿久津博士と共に霊界に入る。

洞田博士（）
第33話に登場。超能力を研究する科学者。「〜だべ」が口癖。
麗子からはホラ吹きと思われていたが、研究成果で超能力を身に付けた後、赤い特殊スーツに身を包み、ダベ星人を名乗り、超能力の素質を持つ4人の人間を灰色のダベ星人に洗脳して、侵略を開始する。UFOも駆使して、ジャンパーソンとガンギブソンを苦しめるが、最終的には、ジャンデジックとジャンバルカンの同時撃ちでUFOもろとも散り、ダベ星人にされていた者たちも正気に戻る。

倉田 真一（）
第33話に登場。ダベ星人として利用されていた超能力者の1人でかおるの警視庁時代の後輩。倉田ゆりという妹がいる。
かおるに恋心を抱いており、偶然かおると再会したことで記憶と恋心を取り戻すがかおる捕獲のために利用される。最終的には改心し、かおるに相応しい男になる決意をする。

赤竜（）
第41話に登場。SS-Nのバイオモンスター部隊を率いる隊長。
影田の策により、ネオギルドと交戦。魔神島での戦いの最中、マヤとシンディに襲撃され、マヤの剣の前に散る。

コマンダー黒木（）
SS-Nのバイオモンスター部隊を率いる隊長。武器は槍と光線銃であり、槍は4人の部下たちも使用。
麗子が超獣神と化した後、超獣神計画に関するフロッピーを手にし、SS-Nを脱走した関根たち6人の科学者のうち、4人を部下たちに粛清させ、関根と司馬は自身の手で粛清する。ジャンパーソンとガンギブソンを超獣神と共に苦しめるもスピンドルキャノンの砲撃を受けて部下共々消滅した。

関根 正道（）
第43話に登場。SS-Nの科学者の1人。専門は金属工学。41歳。
司馬たちと共にSS-Nを脱走し、司馬に超獣神に関するフロッピーを託した後、黒木の光線銃を受けて息絶える。

司馬 隆行（）
第43話に登場。SS-Nの科学者の1人。専門は精密電子工学。27歳。
関根たちと共に脱走し、関根からフロッピーを託される。それをジャンパーソンに渡すことに成功するが直後に黒木が投げた槍で自身は粛清される。

ドクター広瀬（）
第43話・第44話に登場。SS-Nの科学者の1人。専門は理論物理工学。25歳。
超獣神計画に携わるワープ装置開発主任。最終的には4人の科学者仲間共々、志願する形で肥料になる。

倉橋 歳三（）
第43話に登場。麗子の養父で植物科学者。67歳。
麗子の父の友人であり、40年前までは植物研究所で共にヒメハル草の研究をしていた。麗子が両親を亡くした後、彼女を育てるが、地球救済のために人類滅亡を選んだ麗子を止めることが出来ず、彼女からのスカウトも拒むが排除はされず、麗子から彼女と両親の平和だったころの8ミリフィルムを預かることになる。
超獣神となった麗子の説得を試みるも届かず、肥料にされる。

### 帯刀コンツェルン
帯刀龍三郎を総裁とする大財閥。表世界の政財界を牛耳るのみならず、裏世界においても世界制覇を企んでいる。
表立って行動することは少なく、傘下の企業の開発品を利用したり、他の組織を巧みに動かすという形で作戦行動をしていたが、セーラの戦死を経て、帯刀がビルゴルディに変貌した後はビルゴルディ自らが残虐な作戦を実行するようになった。もっとも、最初に自ら指揮をとった作戦で「ネオギルドでもスーパーサイエンスネットワークでないもう一つの組織」とジャンパーソンに認識されてこそいたものの、戦いの際には常にビルゴルディとして姿を現していたため、ジャンパーソンたちは組織の名を帯刀コンツェルンと認識することは最後までなく、再戦以後はビルゴルディを組織名の代わりの呼び名にしている。
当初は3組織で最も出番が少なかったが、ビルゴルディの登場後は宿敵として描かれることが多くなり、物語の最後まで残った敵組織でもあった。
帯刀 龍三郎（）
帯刀コンツェルンの総裁。ギルド壊滅後の第3話で初登場。
登場するたびに色々な種類のペロペロキャンディを持っている。秘書に服を着せてもらう、思い通りにいかないとだだをこねるなどといった、幼児的な言動の多い無邪気でユーモラスな性格。しかしながら冷酷な犯罪者の性格を垣間見せ、その時は眼鏡を外す癖がある（時々外さないこともある）。
第25話で秘書であるセーラを亡くして以降は、冷酷な面をより表に出すようになり、第31話でMX-A1プロジェクトの責任者である時実博士に自らを改造させ、「ビルゴルディ」に変貌した。以降は無邪気さを現さなくなったため、眼鏡を着用したり、キャンディをなめることもなくなった。しかし、第39話では1個だけ残っていたペロペロキャンディを子供の姿の再生セーラに与えている。
帯刀コンツェルン総裁としての表向きの顔（第3、37話のみ）では、幼稚な面も凶暴な面も共に見せず、優秀な経営者、大人の常識人として振る舞う。この姿の時は部下にも敬語で話すものの裏の顔同様従わざるを得ないと感じさせるほどの威圧感を相手に放つ（海底開発の中断命令に、責任者の真田博士は従わざるを得なかった）。
- デザインは拔山敏弘が担当。

ビルゴルディ
MX-A1第2次プロジェクトにより誕生したバイオボーグ。自らを魔王と呼称する。タイトルなどでは「BG」と略して表記されることもある。帯刀が時実博士に自らを実験台として改造させた姿であり、ジャンパーソンの強化発展型でそれ以上の性能を持つ。超高速アクチュアルコンピューターを内蔵しており、帯刀の思考を0.01秒で全身に伝えることが可能。
内蔵武器はジャンパーソンとほぼ同一。外部装備はゴールドデジックとバックレットジャマーで、ジャンパーソンからダークジェイカーのコントロールを奪うことも出来る。初登場時は、その外見からマスコミにジャンパーソンと誤認され、帯刀自らも、その外見を悪用して、ジャンパーソンが悪事を働いたかのように工作したこともある。他、ジャンパーソンにない機能として、バックレットジャマーの手甲と胸部からバックレットビームを放つ。さらに強力なキック技ゴルディ・フライングバスターを必殺技とする。外部装甲はジャンパーソンの1.5倍の強度を持つ。
上記の通り、帯刀は作中後半より無邪気さが失われているが、これはビルゴルディへの改造手術時に頭に装着した頭脳制御装置ブレインバイスの効果で人間としての良心の迷いを断ち切っているためである。一方、秘書たちへの愛情らしきものは残っており、自身の身を挺して庇ったり、彼女たちが戦死した際には慟哭し、最終的には見限ったとはいえ、セーラの復活を喜ぶ姿も見せた。
第47話でスパイとして潜入したかおるに正体を知られ、第49話でかおるからのメッセージにより、ジャンパーソンたちも知ることになる。最終話でハイパーサブリミナルを利用した世界同時クーデターを起こし、自分と同じバイオボーグ軍団も作り上げようとしたが、かおるの手でハイパーサブリミナルを解かれ、ガンギブソンの手で被験者たちも抑えられた。自らMX-A1に戻ったジャンパーソンとの戦いにおいては、ジックキャノンとスピンドルキャノンの直撃に耐えながらもジャンブレーダーで身体を貫かれたことで致命傷を負う。白髪と化した状態から必ず戻ってくることを暗示させるセリフ「アイルビーバック!（また戻ってくる（英語：I'll be back））」を言い放ち、断末魔を上げて爆死する。
後に、96年制作の『重甲ビーファイター』の第52話特別編「集結!! 3大英雄（ヒーロー）」でジャマールの魔道士ジャグールの力で復活、断末魔の内容通りに再登場を果たす。最終的に破壊神ジャグールに吸収されるもジャグールが大ダメージを受けた際分離した腕はそのまま消えず、ジャグールを地獄に引きずり込んだ。
決めゼリフは「BILLGOLDY FOR EVIL（ビルゴルディ・フォー・イビル）!」。
- デザインはプレックスの大石一雄が担当。基本はジャンパーソンと同一で、マスクは企画初期に描かれたダークヒーロー案の一つを元にしており、ガをモチーフとしている。ゴーグル上のスリットは蛾の触角がモチーフとなっている。ジャンパーソンのバックレットコントローラーは大石がデザインしていたため、カラーリングを変更して応用している。

帯刀の秘書
セーラ
帯刀の秘書。主に利用しようとする組織や人物への交渉を担当し、ゲストキャラの刺客や組織を指揮しジャンパーソンたちに挑む。生身の人間であるため直接の戦闘はゲストの刺客に任せ、自身は指令に徹することが多いが、銃やボーガンを用いてサポートに回ることもある。作戦活動時にはライダースジャケットにブーツを履いたスタイルになり、バイクで行動することも多かった。帯刀には、時折見せる凶暴性に若干の恐怖心も抱いていたが、曲りなりとも大きな野望を夢見る無邪気さには純粋な好感も持っており、忠誠心は高い。
第25話にて、帯刀に最後通告をされたことから、ルーゴもろともジャンパーソンたちを倒そうとするが、ルーゴの放った弾丸で部下のバズーカ砲が爆発したことで自身が最期を迎える。
第39話において、東博士に生前託していた遺伝子によって超能力を持つクローンとして復活したが、常人の数十倍の速さで年を取っていくため、最初から余命はわずかな状態だった。そんな自分に優しさを見せたジャンパーソンと兵器として使役する帯刀との間で揺れ動いた末に非情の魔王ビルゴルディと成り果てて無邪気さを失った帯刀への失望を叫んで反逆。マヤの光線銃とビルゴルディのデュアルレーザーで致命傷を負った後、ジャンパーソンとガンギブソンに看取られながら息を引き取る。

マヤ
同じく帯刀の秘書。帯刀の用心棒的存在で、戦闘時は赤い装甲が付いた赤色のボディスーツ姿となり、銃や剣を振るう。生身の人間であるが、ロボットであるジャンパーソンとガンギブソンを圧倒するほどの異常に高い戦闘能力の持ち主。
当初、髪型はポニーテールにしたストレートのロングヘアだったが、中盤以降はショートカットにしている。
最終話でガンギブソンの腕を剣で切り落とすが、ガンギブソンに折れた剣先で首を切り裂かれ死亡した。

シンディ
セーラの後任の秘書。鞭とボーガン、光線を放つリモコン（主に終盤）が武器。マヤのように格闘に長けていないが同様に血の気が多い。
最終話ではガンギブソンを道連れにしようと自爆するが失敗し、死亡。

ストリートファイター 珍 大光（）・珍 小光（）兄妹、バウンティキラー ジャンゴ、風魔忍者 怒鬼（）
第3話・第4話に登場。帯刀に雇われた刺客たちで、帯刀コンツェルン配下としては初めてジャンパーソンと対決した。
珍大光は柳葉刀、小光はサイを用いる。ジャンゴは拳銃・ライフル・バスーカの名手であり、怒鬼は兜割りとナイフを持ち、土遁と雷遁の攻撃を得意とする。小光は激戦の爆発に巻き込まれて死亡し、大光とジャンゴ・怒鬼はそれぞれ単独でジャンパーソンに挑むも敗れ、身に着けていた爆弾の起爆スイッチを押して自爆死する。
- デザインはいずれも拔山敏弘が担当。

板倉（）
第7話に登場。コンツェルン傘下の強盗団の首領。黄色塗りのメイクが特徴で「完璧だ」が口癖。
帯刀の依頼でロシア王朝のダイヤ・雪の女王を狙う。
雪の女王のお披露目会に出席する少女を脳波コントロール装置で洗脳、見事にダイヤを盗んでみせるが、偶然からその装置の電波を少年が受信したことから計画が発覚。ジャンパーソンに敗れて逮捕される。

タケガミファミリー
第11話に登場。コンツェルン配下のマフィア。ボスはデニス竹上。ロボットハンターミサトをそそのかし、ジャンパーソンを襲わせる。
エンジェル
第15話に登場。破壊工作用ロボットを欲しがった帯刀の発注を受けて西村卓博士が、西村ロボット工学研究所で製作した戦闘用ロボット。
爆発事故で研究所と西村博士のみならず、自身と生まれた場所と生みの親の名前以外の記憶をも失い、彷徨った末に行き倒れたところを町工場の人たちに拾われる。
胸部にマシンガンとビーム砲を、腕に電磁バリアを内蔵し、飛行能力も有するが記憶を失っていたため、自分のことを「ただの作業用ロボット」「何の特殊能力もない」と思い込んでいた。
町工場の一員として幸せな日々を過ごしていたが、不運にも帯刀に発見されて自身の生まれた理由を教えられた挙句、町工場の人たちの身の安全と引き換えに従属を余儀なくされる。
悲観の余り己の出生を呪って自暴自棄になり、自嘲するかのように「黒い天使」を名乗って派手なテロ活動を繰り返したが、ジャンパーソンに敗北。最後は町工場の人たちに別れを告げてから、ジャンパーソンの付き添いで自首する。

ジェフ権藤（）
第17話・第18話に登場。国際兵器マフィアの幹部。38歳。
新しい兵器を作らせるためにかおるを狙っていた。コンツェルンの傘下ではないが、かおるからジャンパーソンの秘密を探り取ろうとした帯刀と利害が一致し、手を組んだ。

ルーゴ
第25話に登場。バウンティハンター・ジャンゴの弟。
ジャンゴの仇を討つべく、3ヵ月前、ワザと両腕に重傷を負わせた状態で国立電子医療センターに現れ、センターで開発された思考連動システムによる機械の両腕を弓野美紗の判断で得て、2ヵ月後に失踪。思考連動システムにより、敵を認識した瞬間に銃を撃てるようになったことから、ジャンパーソンは勿論、ガンギブソンですらも上回る早撃ちが可能となった。しかし、思考連動システムは未完成の技術であるため、人体への負担が極めて大きく連続使用が困難という欠陥がある。ジャンパーソンとガンギブソンを付け狙うも戦いの最中、システムの負荷で弱体化。美紗が持ってきた安全回路を破壊してでも戦い続けようとするが、ジャンパーソンの捨て身の行動で改心。襲撃してきたセーラと帯刀配下の戦闘員の一団をレーザー銃の銃撃で倒した後、ジャンパーソンの電子頭脳の集中制御回路を安全回路に代用したことで一命を取り留め、美紗の付き添いの許、リハビリの日々を送る。

リオ
第34話に登場。異星の少年戦士。
頭に想像した武器を実体化させる能力を持っており、主に二連装光線銃を使用。現地の生命体に擬態することも出来る。
戦争ばかりしている星に生まれ、戦い続けていたが、両親を戦いに巻き込んで死なせてしまったことから、戦いのない世界を求めて、宇宙船で旅立つ。地球を訪れたが宇宙船の故障で墜落したショックで記憶を失い、能力に目を付けた帯刀によって、「両親をジャンパーソンに殺された」という偽の記憶を植え付けられ、ジャンパーソンを倒そうとするが、記憶を取り戻した後、ビルゴルディのゴールドデジックで負傷。ジャンパーソンに看取られながら息を引き取り、ジャンパーソンがビルゴルディを退けた後、遺体は光の粒子となり、天に昇って行った。

サイレント
第37話に登場。帯刀海底開発の深海作業用ロボット。
世界中の子供たちのために海底パラダイスを恋人ロボットのジェルソミーナと共に建設することを夢見ていたが、帯刀の策略でジェルソミーナを喪い、その仇をジャンパーソンだと思い込まされて暴走する。
深海での活動を前提としているため、その装甲はジャンバルカンさえも通さないほど頑強だが、反面暴走した際は人工知能にも手を付けられない状態になるため、最期は同じ悲しみを知るガンギブソンのスピンドルキャノンにより撃破される。

影田 黒彦（）
第41話に登場。帯刀コンツェルンのスパイ。
SS-Nに潜入し、ネオギルドに扮したマヤとシンディを誘導して、SS-Nを襲撃した上でネオギルドの仕業に見せかける。それにより、ネオギルドはSS-Nと交戦。さらにケイを使って、ジャンパーソンを魔神島に誘導する。現地において、ネオギルドとSS-Nを一網打尽にするもののジャンパーソンたちとビルゴルディたちの戦いの最中、島の罠に自身がハマり、鎖で宙吊りにされる。

ケイ
第41話に登場。影田の娘を装う少女型アンドロイド。通信機能と自爆機能を持つ。
影田が捕われたふりをした後、父の救出をジャンパーソンに哀願し、魔神島に誘導。ガンギブソンに正体を知られたため、ガンギブソンを巻き込んで自爆しようとするも振り払われたために自身のみ最期を迎えた。

ブラックキャロル
第48話・第49話に登場。キャロルの同型。かおるがキャロルの墓に埋葬されていたオリジナルのAIを基に作り出し、ブラックキャロルの名の通り、身体の一部分が黒になっている。
表向きは「ガンギブソンをおびき寄せつつ、ジャンパーソンと仲違いさせるため」とされているが、実際はかおるからのメッセージを伝えるためであり、ビルゴルディのゴールドデジックで機能停止する直前、自身のAIをガンギブソンに託す。亡骸はバックレットジャマーからの光線で破壊された。

## キャスト
- 小森好次郎：太田貴彦（1 - 4、8）
- 高井戸志郎：片桐順一郎（1 - 4、8・13）
- 若林アキ：観崎美和（1 - 4、6）
- 三枝かおる：川嶋朋子（17 - ）
- 三枝周平：富田樹央（17 - ）
- ジョージ・真壁：高橋和興（4 - 46）
- セーラ：岩間さおり（3 - 25、39）
- シンディ：湯川晶子（26 - ）
- マヤ：今井喜美子（3 - ）
- 綾小路麗子：高畑淳子（4 - 44）
- 帯刀龍三郎 / ビルゴルディ：菅田俊（3 - [注釈 15]）

### 声の出演
- ジャンパーソン：小峰裕一[注釈 16]
- ガンギブソン：鳥居賞也（21 - ）
- アールジーコ：石川秀樹（31 - ）
- ナレーター：ボンバー森尾

### スーツアクター
- ジャンパーソン（アップ）[出典 2]：横山一敏
- ジャンパーソン[52]、ビルゴルディ[54]：岩田時男
- ジャンパーソン（アクション）[出典 3]：竹内康博
- ジャンパーソン（アクション）[57]、ネオギルド殺人ロボット[57]：高岩成二
- ガンギブソン（アクション）[52][58]：前田浩
- ガンギブソン（アップ）[52][58]：菊地寿幸
- ビルゴルディ[59][56]：岡元次郎
- 超獣神[60]：橋本恵子

## スタッフ
当時28歳だった小林靖子が、脚本家としてデビューを果たした作品でもある。また、アクション監督として第一人者だった金田治は本作品が監督としてのデビューとなった。主題歌・副主題歌は歌謡曲界畑の浜圭介が担当。オープニング主題歌がハ短調になっている。
敵キャラクターデザインは、人間系の衣裳を拔山敏弘、造形物系のデザインを野崎明と概ね区分していた。既存のスーツや小道具を流用したものはデザイン画が描かれておらず、アクション監督の山岡淳二や小道具担当などの現場判断による。
- プロデューサー：梶淳（テレビ朝日）、堀長文（東映）
- 原作：八手三郎
- 連載：テレビマガジン、たのしい幼稚園、てれびくん、テレビランド
- 脚本：宮下隼一、扇澤延男、鷺山京子、曽田博久、増田貴彦、酒井直行、浅香晶、中野睦、井上一弘、小林靖子、鈴木康之
- 音楽：若草恵
- アクション監督：山岡淳二、村上潤、山田一善、西本良治郎（ジャパンアクションクラブ）、新堀和男（レッドアクションクラブ）
- 監督：小西通雄、蓑輪雅夫、三ツ村鐵治、石田秀範、金田治
- 撮影：淨空（瀬尾脩）、小泉貴一、松村文雄
- 照明：吉岡伝吉、石垣敏雄、高橋道夫、斉藤久
- 美術：宮国登、野尻均、河村寅次郎
- 録音：太田克己
- 編集：菅野順吉、今野治人
- 選曲：金成謙二
- 効果：大泉音映
- 操演：羽鳥博幸
- 計測：小泉貴一、田中久之、臼木敏博、岡部正治、浅石克己、大沢信吾
- 記録：深沢いづみ、安倍伸子、水平富喜子
- 造型：前澤範
- イラスト：薄永俊之
- 助監督：石田秀範、谷口昌史、加藤弘之、鈴村展弘
- 進行主任：東正信
- 製作事務：石垣紘一
- 製作担当：橋本鉄雄
- 企画協力：企画者104
- 装置：東映美術センター、紀和美建
- 美粧：サン・メイク
- 衣裳：東京衣裳
- キャラクター製作：レインボー造型企画
- キャラクターデザイン：拔山敏弘、野崎明、河野成寛
- 装飾：大晃商会
- 視覚効果：映画工房
- 現像：東映化学
- ガンアドバイザー：栩野幸知
- カースタント：タケシレーシングチーム
- 車輌協力：スズキ株式会社
- （株）特撮研究所
  - 操演：鈴木昶、尾上克郎
  - 撮影：高橋政千
  - 照明：林方谷
  - 美術：佛田洋
- 特撮監督：矢島信男
- 制作：テレビ朝日、東映、ASATSU

## 音楽
本作品より、メタルヒーローシリーズのCDの発売元がフォルテ・ミュージックエンタテインメントに変更された。その後1995年ごろに同社が解散したのに伴い、現在は販売元の日本コロムビアが本作品の音源を所有している。また、サウンドトラックは同じメタルヒーローシリーズの一作で、本作品と同じく若草恵が劇伴を手がけた『世界忍者戦ジライヤ』の楽曲が一部流用されている。
主題歌
オープニングテーマ「特捜ロボ ジャンパーソン」
作詞：山川啓介 / 作曲：浜圭介 / 編曲：若草恵 / 歌：大矢晋 / コーラス：森の木児童合唱団
エンディングテーマ「朝焼けのララバイ」
作詞：山川啓介 / 作曲：浜圭介 / 編曲：若草恵 / 歌：大矢晋
挿入歌
「正義のために」（第35・41・42・44・49話）
作詞：山川啓介 / 作曲：浜圭介 / 編曲：若草恵 / 歌：大矢晋
第38・46話では前後奏のみが使用された。
「ハロー・JP!」
作詞：山川啓介 / 作曲：浜圭介 / 編曲：若草恵 / 歌：大矢晋
「おれはガンマン〜ガンギブソンのテーマ〜」（第35話）
作詞：山川啓介 / 作曲・編曲：渡辺宙明 / 歌：影山ヒロノブ
「君は眠れ・そして歌え」（第36・49話）
作詞：山川啓介 / 作曲：浜圭介 / 編曲：若草恵 / 歌：影山ヒロノブ
第49話ではカラオケ版と併用された。
「お前がいるから〜JP&ガンギブソン 友情のテーマ〜」（第36・38話）
作詞：山川啓介 / 作曲・編曲：渡辺宙明 / 歌：影山ヒロノブ
第23話ではインストゥルメンタル版が使用された。
「紫狼（パープルウルフ）伝説」（第39・44・50話）
作詞：山川啓介 / 作曲・編曲：若草恵 / 歌：影山ヒロノブ

## 放送日程
| 放送日         | 放送回 | サブタイトル    | 敵組織                           | 登場怪人・ゲストキャラ | 脚本              | 監督       |
| -------------- | ------ | --------------- | -------------------------------- | --- | ----------------- | ---------- |
| 1993年01月31日 | 1      | 謎の新英雄！    | ギルド                           | - ベン藤波（演：市山登） - 暗殺ロボット（演：竹内康博、野中博之、西村陽一） - 蛭田（演：山下伸二） | 宮下隼一          | 小西通雄   |
| 2月07日        | 2      | 俺が正義だ!!    | ギルド                           | - ベン藤波 - 戦闘ロボット（演：高岩成二、宮崎剛、清家利一） - 市民ロボット - 透（演：長沼哲郎） - 若林アキの上司（演：北川勝博） - 透の先生（演：岡本美登）                                                                                                | 宮下隼一          | 小西通雄   |
| 2月14日        | 3      | 参上！ロボ狩人  | 帯刀コンツェルン                 | - 珍大光（演：岡元次郎） - 珍小光（演：幸亜矢子） - ジャンゴ（演：新堀和夫） - 怒鬼（演：関根大学） - 加賀美隆（演：堀越大史） - 加賀美の娘（演：別府紗織）                                                                                                | 宮下隼一          | 蓑輪雅夫   |
| 2月21日        | 4      | 牙むく最強軍団  | 帯刀コンツェルン                 | - 珍大光 - ジャンゴ - 怒鬼 | 宮下隼一          | 蓑輪雅夫   |
| 2月28日        | 5      | 飛べ俺の胸に！  | ネオギルド                       | - オメガDX - 囚人ロボット - 早苗（演：村上由美子） | 宮下隼一          | 三ツ村鐵治 |
| 3月07日        | 6      | さまよう冷凍男  | SS-N                             | - 工藤助三 / 冷凍人間（演：小野寺丈） - ドクター椎名（演：石川武） - 川上徳太郎（演：青柳文太郎） - 研究員（演：小峰裕一） | 扇澤延男          | 三ツ村鐵治 |
| 3月14日        | 7      | ボクは女の子？  | 帯刀コンツェルン                 | - 板倉（演：赤星昇一郎） - 篠原ユリカ（演：高橋千代美） - ミツル（演：鎌手宣行） - ヨシキ（演：嶺岸和城） - リッコ（演：滝本有美） - 脳波コントロール装置                                                                                                  | 鷺山京子          | 石田秀範   |
| 3月21日        | 8      | 見た英雄の顔!!  | SS-N                             | - 鬼武錠/マシンガンジョー（演：佐藤信一） - 西園寺博士（演：遠藤憲一） - 雄太（演：菅原有吾） - 形状記憶細胞 | 曽田博久          | 石田秀範   |
| 3月28日        | 9      | パパは怪物だ！  | ネオギルド                       | - ファルコン13・木滑剛（演：堀田真三） - 早見一夫（演：高杉俊介） - 早見英夫（演：原田優一） - 警備員（演：城春樹） | 宮下隼一          | 蓑輪雅夫   |
| 4月04日        | 10     | 福の神に御用心  | SS-N                             | - 豪田寛次（演：増田由紀夫） - 三橋誠（演：水橋智） - 岡野栄子（演：森恵） - 泉谷大吉/大黒天（演：大堀浩一） - 泉谷中吉/えびす（演：藤岡太郎） - ショウイチ（演：宇津木翔） - 貧乏な男（演：三重街恒二） - ショウイチの叔母（演：麻ミナ） - 超音波発生装置 | 扇澤延男          | 蓑輪雅夫   |
| 4月11日        | 11     | 弱虫戦士の微笑  | 帯刀コンツェルン                 | - 石崎ミサト（演：橋本由香） - 石崎剛（演：斉藤彰） - デニス竹上（演：加地健太郎） - 竹上の部下（演：大須賀昭人） - ジョニー（演：福田郁緒） - 博士（演：宮寺康夫）                                                                                        | 増田貴彦          | 三ツ村鐵治 |
| 4月18日        | 12     | 宅配ロボ大騒動  | ネオギルド                       | - 重松正（演：阿川藤太） - 重松宏和（演：宮野翔太） - 重松夫人（演：朝倉佐知） - ケビン（声：高坂真琴） - カルーラ高島（演：川俣しのぶ） - 代議士（演：相馬剛三） - 戦闘ロボット                                                                           | 酒井直行          | 三ツ村鐵治 |
| 4月25日        | 13     | JPは超古代兵    | SS-N                             | - 平野ユカリ / メイリン（演：夏目純子） - 鉄鋼兵 - 大崎（演：高橋利道） - 特殊工作バイオ兵 | 浅香晶            | 小西通雄   |
| 5月02日        | 14     | 爆破寸前の友情  | ネオギルド                       | - U2（演：軍司真人） - ドールマン（演：神威狂児） - 正彦（演：青木海） | 中野睦            | 小西通雄   |
| 5月09日        | 15     | 翼をすてた天使  | 帯刀コンツェルン                 | - エンジェル（声：上田祐司（現：うえだゆうじ）） - 荘 伸鐵所の従業員 （演：西尾徳、依田英助、河井マモル、田中優樹） | 扇澤延男          | 蓑輪雅夫   |
| 5月16日        | 16     | 熱闘ど根性ロボ  | ネオギルド                       | - 頓田博士（演：上田忠好） - R3号（演：丹古母鬼馬二） - 怪我人（演：山浦栄） - マコ（演：米田里美） - 幼稚園の先生（演：成清加奈子） | 曽田博久          | 蓑輪雅夫   |
| 5月23日        | 17     | 初公開JP基地    | 帯刀コンツェルン ネオギルド SS-N | - ジェフ権藤（演：阪本良介） - ジェフ権藤の配下（演：高岩成二） | 宮下隼一          | 三ツ村鐵治 |
| 5月30日        | 18     | JP誕生秘話!!    | 帯刀コンツェルン ネオギルド SS-N | - ジェフ権藤 - MX-A1 - シミュレーションロボ | 宮下隼一          | 三ツ村鐵治 |
| 6月06日        | 19     | 怪盗！電送魔女  | SS-N                             | - パンサーレディ・石黒小夜子（演：村上聡美） - 関町刑事（演：石田圭祐） - 高瀬刑事（演：小山力也） - 里美（演：飛田恵里） | 増田貴彦          | 小西通雄   |
| 6月13日        | 20     | 忍法デスマッチ  | SS-N                             | - 小野ユウ（演：倉片陽介） - 小野信男（演：吉田幸紘） - ユウの母（演：宮脇順） - ドクター甲賀 / 青木マサオ（演：大谷朗） - バイオ忍者軍団 | 鷺山京子          | 小西通雄   |
| 6月20日        | 21     | 挑戦！最強ロボ  | ネオギルド                       | - ガンギブソン - キャロル（声：高坂真琴） - 氷室（演：志村要） - 鳴海圭一博士（演：加藤佳男） | 宮下隼一          | 蓑輪雅夫   |
| 6月27日        | 22     | 激突JP対GG      | ネオギルド                       | - ガンギブソン - キャロル（声：高坂真琴） - 氷室（演：志村要） - 鳴海圭一博士（演：加藤佳男） | 宮下隼一          | 蓑輪雅夫   |
| 7月04日        | 23     | 正義の為に死す  | SS-N                             | - ジャイロ（声：本田郁子） - 麗々虫 | 宮下隼一          | 三ツ村鐵治 |
| 7月11日        | 24     | 史上初倒せぬ敵  | SS-N                             | - 人間モドキ（演：土門廣） - ドクター三山（演：早坂直家） - 名もない若い女（演：白石なつみ） | 扇澤延男          | 三ツ村鐵治 |
| 7月18日        | 25     | 早撃ち王決定戦  | 帯刀コンツェルン                 | - ルーゴ（演：榊原伊織） - 弓野美紗（演：岸田里佳） - セーラ - ガンマンロボット | 浅香晶            | 小西通雄   |
| 7月25日        | 26     | 超速カーバトル  | 帯刀コンツェルン                 | - 二階堂晋太郎（演：山口嘉三） - 二階堂正晴（演：手島佑弥） - バトルカー | 酒井直行          | 小西通雄   |
| 8月01日        | 27     | 大首領の正体!!  | ネオギルド                       | - 神野留美（演：湯原弘美） - 生命の樹（声：横田ひろみ） - 真壁のダミーロボット - 早乙女昭三（演：五野上力） - 神野敬太郎（演：山浦栄） | 浅香晶            | 蓑輪雅夫   |
| 8月08日        | 28     | ウラメシ大作戦  | SS-N                             | - 阿久津博士（演：伊藤高） - 軽部博士（演：岡野耕作） - ハルコ（演：百地千寿） | 曽田博久          | 蓑輪雅夫   |
| 8月15日        | 29     | 英雄死すべし!!  | ネオギルド                       | - 細川浩司（演：新井昌和） - 細川正志（演：久我未来） - ジーザスエンド - ギルゴードン - ギルブラッカー - シルバレラ（演：小高誓子） - カーマン（演：秋間登）                                                                                               | 中野睦            | 三ツ村鐵治 |
| 8月22日        | 30     | 爆裂!! 最期の魂 | ネオギルド                       | - 細川浩司（演：新井昌和） - 細川正志（演：久我未来） - ジーザスエンド - ギルゴードン - ギルブラッカー - シルバレラ（演：小高誓子） - カーマン（演：秋間登）                                                                                               | 中野睦            | 三ツ村鐵治 |
| 8月29日        | 31     | 新型JP誕生?!    | 帯刀コンツェルン                 | - 時実小五郎（演：森田順平） - 時実和子・千恵（演：吉佐美聖子、黒須麻耶） - 鳴海圭一博士（演：加藤佳男） | 宮下隼一          | 小西通雄   |
| 9月05日        | 32     | 脱出不能の迷宮  | 帯刀コンツェルン                 | - 時実小五郎博士 - 時実博士の妻子 - アナウンサー（演：吉川理恵子） - バーチャル・マインド・システム | 宮下隼一          | 小西通雄   |
| 9月12日        | 33     | 宇宙一の熱愛男  | SS-N                             | - 倉田真一（演：高橋克明） - 洞田博士（演：高品剛） - 倉田ゆり（演：水嶋もも） - ダベ星人 | 曽田博久          | 蓑輪雅夫   |
| 9月19日        | 34     | 激闘にさよなら  | 帯刀コンツェルン                 | - リオ（演：池田貴尉） | 宮下隼一 井上一弘 | 蓑輪雅夫   |
| 9月26日        | 35     | 暴走セーラー服  | ネオギルド                       | - トコ（演：愛賀あいり） - 山上信一郎（演：篠田薫） - ギルゴードン - ギルブラッカー | 扇澤延男          | 三ツ村鐵治 |
| 10月03日       | 36     | 命短し美少年！  | ネオギルド                       | - 佐川（演：森篤夫） - 佐川夏子（演：酒井万里子） - ヒロキ（演：佐久間直幸） - 竹内博士（演：岩城力也） - M3（演：栗原敏） - ジャンパーソンキッズ（堀内健吾、内田宗佑、保坂祐基、野口雅子）                                                                | 鷺山京子          | 三ツ村鐵治 |
| 10月10日       | 37     | 正義VS愛        | 帯刀コンツェルン                 | - 真田博士（演：町田幸夫） - アナウンサー（演：大西民恵） - サイレント（声：石丸純） - ジェルソミーナ（声：長沢美樹） | 酒井直行 扇澤延男 | 小西通雄   |
| 10月17日       | 38     | GG荒野に散る    | ネオギルド                       | - ジョージ真壁 - 純（演：佐野茂） - 暗殺ロボット - 新倉（演：小山昌幸） | 扇澤延男          | 小西通雄   |
| 10月24日       | 39     | 地獄の美人秘書  | 帯刀コンツェルン                 | - 再生セーラ（演：青木愛鈴→岩間さおり） - 東博士（演：市川勉） | 曽田博久          | 蓑輪雅夫   |
| 10月31日       | 40     | 基地爆破5秒前   | ネオギルド                       | - 田崎智（演：高橋和興〈二役〉） - ネオギルドロボット（演：清家利一、岡元次郎） | 小林靖子          | 蓑輪雅夫   |
| 11月14日       | 41     | 突入 罠の決死圏 | 帯刀コンツェルン ネオギルド SS-N | - 影田黒彦（演：星野元信） - キル（演：益田哲夫） - 赤竜（演：岡本美登） - ケイ（演：岩田綾子） - SS-Nバイオ兵士 - サイボーグ隊 | 鷺山京子          | 三ツ村鐵治 |
| 11月21日       | 42     | 殴り込み大脱獄  | ネオギルド                       | - マチェック（演：矢島俊作） - ハルコ（演：百地千寿） | 扇澤延男          | 三ツ村鐵治 |
| 11月28日       | 43     | 最強最後の超神  | SS-N                             | - 超獣神（声：高畑淳子） - コマンダー黒木（演：甲斐道夫） - 少女時代の麗子（演：井村翔子） - 倉橋歳三（演：中村雄一） - ドクター広瀬（演：平田広明） - 綾小路宗一（演：金子由之） - 綾小路衿子（演：岡村恭子） - 関根正道（演：辻つとむ） - 最強バイオ兵士 | 扇澤延男 増田貴彦 | 小西通雄   |
| 12月05日       | 44     | 燃える女王様!!  | SS-N                             | - 超獣神（声：高畑淳子） - コマンダー黒木（演：甲斐道夫） - 少女時代の麗子（演：井村翔子） - 倉橋歳三（演：中村雄一） - ドクター広瀬（演：平田広明） - 綾小路宗一（演：金子由之） - 綾小路衿子（演：岡村恭子） - 関根正道（演：辻つとむ） - 最強バイオ兵士 | 扇澤延男 増田貴彦 | 小西通雄   |
| 12月12日       | 45     | 衝撃!! 処刑の街 | ネオギルド                       | - ジョージ真壁 - ロイド（演：舟田走） - 祐二（演：青木海） - アル（声：関根正明） - 呪いの塔 | 宮下隼一 鈴木康之 | 金田治     |
| 12月19日       | 46     | NG最終決戦!!    | ネオギルド                       | - ジョージ真壁 - ロイド - 祐二 - 真壁慎一郎（演：平井一幸） - 少年時代のジョージ真壁（演：菊地輝穂） - 少年時代のベン藤波（声：中村拓磨） - ボニー - 呪いの塔                                                                                              | 宮下隼一 鈴木康之 | 金田治     |
| 12月26日       | 47     | 謎?! 裏切りの嵐 | 帯刀コンツェルン                 | - 橘順子（演：小林彩子） | 宮下隼一 鈴木康之 | 蓑輪雅夫   |
| 1994年01月09日 | 48     | JP基地壊滅!!    | 帯刀コンツェルン                 | - ブラックキャロル（声：高坂真琴） - ハルコ（演：百地千寿） | 宮下隼一 鈴木康之 | 蓑輪雅夫   |
| 1月16日        | 49     | 炎に消えたGG    | 帯刀コンツェルン                 | - ビルゴルディ - シンディ - マヤ - ブラックキャロル - 橘順子 | 宮下隼一          | 三ツ村鐵治 |
| 1月23日        | 50     | JPよ永遠に      | 帯刀コンツェルン                 | - ビルゴルディ - シンディ - マヤ | 宮下隼一          | 三ツ村鐵治 |

## 放映ネット局
系列は放送終了（ネット打ち切り）当時のもの。
| 放送対象地域  | 放送局                             | 系列                          | 備考               |
| ------------- | ---------------------------------- | ----------------------------- | ------------------ |
| 関東広域圏    | テレビ朝日                         | テレビ朝日系列                | 制作局             |
| 北海道        | 北海道テレビ                       | テレビ朝日系列                |                    |
| 青森県        | 青森朝日放送                       | テレビ朝日系列                |                    |
| 岩手県        | 岩手放送                           | TBS系列                       | 現・IBC岩手放送    |
| 宮城県        | 東日本放送                         | テレビ朝日系列                |                    |
| 秋田県        | 秋田朝日放送                       | テレビ朝日系列                |                    |
| 山形県        | 山形放送                           | 日本テレビ系列 テレビ朝日系列 | 1993年3月30日まで  |
| 山形県        | 山形テレビ                         | テレビ朝日系列                | 1993年4月2日から   |
| 福島県        | 福島放送                           | テレビ朝日系列                |                    |
| 新潟県        | 新潟テレビ21                       | テレビ朝日系列                |                    |
| 長野県        | 長野朝日放送                       | テレビ朝日系列                |                    |
| 山梨県        | テレビ山梨                         | TBS系列                       |                    |
| 静岡県        | 静岡けんみんテレビ →静岡朝日テレビ | テレビ朝日系列                | [ 注釈 22 ]        |
| 石川県        | 北陸朝日放送                       | テレビ朝日系列                |                    |
| 福井県        | 福井放送                           | 日本テレビ系列 テレビ朝日系列 |                    |
| 中京広域圏    | 名古屋テレビ                       | テレビ朝日系列                |                    |
| 近畿広域圏    | 朝日放送                           | テレビ朝日系列                |                    |
| 島根県 鳥取県 | 山陰放送                           | TBS系列                       |                    |
| 広島県        | 広島ホームテレビ                   | テレビ朝日系列                |                    |
| 山口県        | 山口放送                           | 日本テレビ系列                | 1993年9月まで      |
| 山口県        | 山口朝日放送                       | テレビ朝日系列                | 1993年10月開局から |
| 香川県 岡山県 | 瀬戸内海放送                       | テレビ朝日系列                |                    |
| 愛媛県        | テレビ愛媛                         | フジテレビ系列                |                    |
| 高知県        | テレビ高知                         | TBS系列                       |                    |
| 徳島県        | 四国放送                           | 日本テレビ系列                |                    |
| 福岡県        | 九州朝日放送                       | テレビ朝日系列                |                    |
| 長崎県        | 長崎文化放送                       | テレビ朝日系列                |                    |
| 熊本県        | 熊本朝日放送                       | テレビ朝日系列                |                    |
| 大分県        | テレビ大分                         | フジテレビ系列 日本テレビ系列 | 1993年9月まで      |
| 大分県        | 大分朝日放送                       | テレビ朝日系列                | 1993年10月開局から |
| 鹿児島県      | 鹿児島放送                         | テレビ朝日系列                |                    |

## 他媒体展開

### 映像ソフト化
- 劇場版が1993年10月にレンタルビデオ、同年12月にセルビデオならびに「五星戦隊ダイレンジャー」とのカップリングにてレーザーディスクがバンダイよりリリースされている。
- ビデオ（VHS、セル・レンタル共通）は1994年3月 - 9月に全13巻が東映ビデオよりリリースされている。各巻4話収録（1巻、13巻は3話収録）。
- 2009年11月21日から2010年3月21日にかけてDVDが東映ビデオよりリリース。全5巻の各2枚組で各巻10話収録。
- 2020年9月9日にはDVD全5巻が廉価版として再リリース｡

### 他テレビシリーズ
『重甲ビーファイター』
第52話・第53話にジャンパーソンとガンギブソンとビルゴルディとギルゴードンが登場。

### 劇場版
特捜ロボ ジャンパーソン 母よ、永遠（）に! 愛と炎の電脳手術室（1993年4月17日公開）
脚本：宮下隼一、監督：小西通雄
敵組織：ネオギルド
登場怪人：スコルピオン（スーツアクター：岩田時男）
ギルゴードン（演：高橋利道、関根大学）
シルバレラ（演：今井喜美子）
ブランボット（演：清家利一、竹内康博）
ネオギルド殺人ロボット（演：高岩成二）
ギルブラッカー
ゲストキャラ：ビル・影山（演：嵯峨周平） / 影山君枝（演：川島美津子） / 影山さやか（演：小川京子）
本作品の劇場用公開作品で、同年より始まった東映スーパーヒーローフェアの一編として上映。2007年12月7日に発売された「東映特撮ヒーロー THE MOVIE BOX」および、2009年11月21日に発売された「東映特撮ヒーロー THE MOVIE Vol.6」に収録されている。
東映ヒーロー大集合（1994年8月6日公開）
脚本：鷺山京子、監督：渡辺勝也
本作品と次作『ブルースワット』、それにスーパー戦隊シリーズをメインとしたイベント用の3D映画。『スーパー戦隊ワールド』『仮面ライダーワールド』共に、「東映シネファンタジー'94」、全国の遊園地やイベントなどで公開された。僅か5分ながら新作映像が制作され、ジャンパーソンの声はオリジナルの小峰裕一が担当している。2003年7月21日発売の「スーパー戦隊 THE MOVIE BOX」および、2004年7月21日発売の「スーパー戦隊 THE MOVIE VOl.4」、「スーパー戦隊 THE MOVIE Blu-ray BOX 1976-1995」（2011年6月21日発売）に収録されている。
仮面ライダー×スーパー戦隊×宇宙刑事 スーパーヒーロー大戦Z（2013年4月27日公開）
仮面ライダーシリーズとスーパー戦隊シリーズ、それにメタルヒーローシリーズをメインとしたクロスオーバー作品。ゴーカイピンクの二段変身としてジャンパーソンが登場。

### CS放送・ネット配信
CS放送
- 東映チャンネル…2007年5月 - 11月（「GO! GO! ヒーローズ」枠）、2009年10月 - 2010年4月（「アンコールアワー」枠）、2014年6月 - 11月、2016年6月 - 11月（いずれも「メタルヒーロータイム」枠）

ネット配信
- 東映特撮 YouTube Official…2013年7月1日 - 12月22日、2015年6月7日 - 11月29日、2019年10月27日 - 2020年4月19日
- 東映特撮ニコニコおふぃしゃる…2022年5月18日 - 2023年4月26日